# Certallum ebulinum
Certallum ebulinum (лат.) — вид жуков-усачей из подсемейства настоящих усачей.

## Описание
Жук длиной от 5 до 12,5 мм. Тело чёрное. Усики, кроме первого членика, красные. Надкрылья металлически-синие или зеленоватые. Переднеспинка часто красная.

## Распространение
Западная Палеарктика (Европа, Кавказ, Малая Азия, Северная Африка).

## Экология
Кормовыми растениями для подвида C. e. ruficolle являются: щавель курчавый (Rumex crispus) и редька полевая (Raphanus raphanistrum).

## Особенности
В гемолимфе содержится токсичный кантаридин, что характерно не для усачей, а для жуков семейства нарывников.

## Подвиды
- Certallum ebulinum ebulinum (Linnaeus, 1767) — в Северной Африке и во Франции[1]

Синонимы:
- Cartallum ebulinum var. a Mulsant, 1863
- Cartallum nigricolle Pic, 1891

- Certallum ebulinum ruficolle (Fabricius, 1781) — Европа, Кавказ, Иран и Турция[1]

Синонимы:
- Callidium ruficolle Fabricius, 1781
- Cartallum ebulinum m. ruficolle (Fabricius) Villiers, 1978
- Certallum ruficolle (Fabricius)
- Certallum ruficollis (Fabricius) (ошибочное написание)